# 栃木県立小山北桜高等学校
栃木県立小山北桜高等学校（とちぎけんりつおやまほくおうこうとうがっこう）は、栃木県小山市東山田にある県立高等学校。

## 概要
1918年（大正7年）に小山町立小山農商補習学校として開校し数度の改称を経た後、1951年（昭和26年）に栃木県立小山高等学校に改称する。1972年（昭和47年）には農業系学科が分離独立し栃木県立小山園芸高等学校が開校、1996年（平成8年）に総合選択制専門高校に学科再編を行い現在の栃木県立小山北桜高等学校へ改称。2009年（平成21年）には総合産業高校へ学科再編を行った。

## 特色
本県初の総合産業高校である

### 教育目標
1. 真理を愛し、知識・技術を進んで学ぶ
2. 広い視野と円満な社会性を養う
3. 勤労と責任を重んじ、心身ともに健全な産業人を育てる

### 姉妹校
- オーバーシュトゥフェンセントラム パルムニッケン職業高校 （ ドイツ連邦共和国 ブランデンブルク州）
2001年10月 姉妹校締結

### 交通関係
- 最寄の駅は小金井駅で、関東バスが当地を所縁としていることもあり、同社が通学バスを運来している。

## 沿革
- 1918年（大正7年2月8日）- 小山町立小山農商補修学校（季節性、夜間２年制）として創立し、小山第一小学校に併置。
- 1925年（大正14年4月1日） - 昼間通信制第２部を増設。
- 1927年（昭和2年4月1日） - 小山公民実業学校と改称。
- 1930年（昭和5年11月9日） - 小山市若木町に独立校舎を設け移転開校。
- 1935年（昭和10年4月1日） - 小山実業学校と改称。
- 1946年（昭和21年4月1日）- 栃木県立小山農学校と改称。農業科、養蚕科及び女子部を併設。
- 1951年（昭和26年4月1日） - 栃木県立小山高等学校と改称。
- 1972年（昭和47年4月1日）- 栃木県立小山高等学校より農業に関する学科を分離・独立し、栃木県立小山園芸高等学校として小山市東山田に開校。農業科40名、園芸科40名、生活科（女子）80名、造園科（男女共学）30名の190名で発足。
- 1977年（昭和52年4月1日） - 農業科、園芸科、生活科に推薦入学を実施。
- 1980年（昭和55年4月1日） - 新入生より農業科、園芸科が男女共学となる。
- 1981年（昭和56年11月7日）- 開校10周年記念式典。
- 1987年（昭和62年4月1日）- 農業科と園芸科を統合して施設園芸科に、造園科を造園土木科に改称。募集定員が施設園芸科（男女共学）80名、造園土木科（男女共学）40名、生活科40名の160名となる。
- 1990年（平成2年4月1日） - 生活科を生活科学科に改称。１学年より制服改正。
- 1991年（平成3年11月8日）- 開校20周年記念式典
- 1995年（平成7年10月3日） - 商業・家庭科棟、工業棟建築開始。
- 1996年（平成8年4月1日）- 都市園芸科40名、緑地工学科40名、建築システム科40名、国際経済科40名、情報ビジネス科40名、インテリアデザイン科40名の６学科（男女共学）を備えた総合選択制専門学校に学科再編し、それに伴い、校名を栃木県立小山北桜高等学校と改称。
- 1996年（平成8年6月14日） - 校旗樹立式。
- 1997年（平成9年11月1日） - 校歌制定式。商業・家庭科棟、工業棟落成式。
- 2000年（平成12年2月24日） - 第二体育館竣工。
- 2001年（平成13年10月31日）- 開校30周年記念式典。
- 2005年（平成17年4月1日）- 国際経済科と情報ビジネス科の学科再編により、総合ビジネス科となる。募集定員が都市園芸科40名、緑地工学科40名、建築システム科40名、総合ビジネス科40名、インテリアデザイン科40名の5学科（男女共学）200人となる。
- 2009年（平成21年4月1日）- 園芸科学科40名、造園土木科40名、建築システム科40名、総合ビジネス科40名、生活文化科40名の５学科（男女共学）を備えた本県初の総合産業高校として再編する。
- 2011年（平成23年10月26日）- 開校40周年記念式典挙行。
- 2012年（平成24年5月27日） - 平成23年度全日本学校関係緑化コンクール学校環境緑化の部特選、文化科学大臣賞を受賞。
- 2020年（令和2年4月1日） - 園芸科学科と造園土木科を食料環境科と統合改編。

## 著名な出身者
- 髙谷裕亮 - プロ野球選手・福岡ソフトバンクホークス